# Persone di cognome Michel
| Questa pagina contiene informazioni ricavate automaticamente dalle voci biografiche con l'ausilio del template Bio e di un bot. L'aggiornamento è periodico e automatico e ricostruisce completamente la pagina. Se manca una persona in questa lista, sei pregato di non aggiungerla, ma accertati piuttosto che la sua voce biografica contenga il template Bio e che i dati anagrafici siano correttamente compilati. Se il template Bio manca, inseriscilo tu stesso o, in alternativa, metti l'avviso {{tmp\|Bio}} che ne segnala la mancanza. Se i dati riportati sono sbagliati, correggi direttamente la voce biografica; le modifiche saranno visibili in questa lista entro pochi giorni. Per chiarimenti vedi il progetto antroponimi. La lista contiene solo le 57 persone che sono citate nell'enciclopedia e per le quali è stato implementato correttamente il template Bio. Pagina aggiornata al 23 giu 2025. |

Questa è una lista di persone presenti nell'enciclopedia che hanno il cognome Michel, suddivise per attività principale.

## Allenatori di calcio(2)
- Claude Michel, allenatore di calcio e ex calciatore francese (Carhaix-Plouguer, n. 1971)
- Samuel Michel, allenatore di calcio e ex calciatore francese (Amiens, n. 1971)

## Allenatrici di calcio(1)
- Stenia Michel, allenatrice di calcio e ex calciatrice svizzera (Uster, n. 1987)

## Anarchiche(1)
- Louise Michel, anarchica, insegnante e scrittrice francese (Vroncourt-la-Côte, n. 1830 - Marsiglia, † 1905)

## Attori(2)
- Jean-Claude Michel, attore e doppiatore francese (Parigi, n. 1925 - Parigi, † 1999)
- Marc Michel, attore svizzero (Basse-Terre, n. 1929 - Dreux, † 2016)

## Attrici(1)
- Aislinn Derbez, attrice e modella messicana (Città del Messico, n. 1986)

## Avvocati(1)
- Michel de Bourges, avvocato e politico francese (Pourrières, n. 1797 - Montpellier, † 1853)

## Biochimici(1)
- Hartmut Michel, biochimico tedesco (Ludwigsburg, n. 1948)

## Bobbisti(1)
- Sandro Michel, bobbista, pesista e discobolo svizzero (n. 1996)

## Calciatori(8)
- Benji Michel, calciatore statunitense (Orlando, n. 1997)
- Georges Michel, calciatore belga (n. 1898 - † 1928)
- Henri Michel, calciatore e allenatore di calcio francese (Aix-en-Provence, n. 1947 - Gardanne, † 2018)
- Julian Michel, calciatore francese (Échirolles, n. 1992)
- Mathieu Michel, calciatore francese (Nîmes, n. 1991)
- Niek Michel, calciatore olandese (Velsen, n. 1912 - † 1971)
- Sven Michel, calciatore tedesco (Freudenberg, n. 1987)
- Téo James Michel, calciatore haitiano (Parigi, n. 2004)

## Cestiste(1)
- Sarah Michel, cestista francese (Ris-Orangis, n. 1989)

## Cestisti(2)
- Ernesto Michel, ex cestista argentino (Paraná, n. 1970)
- Félix Michel, ex cestista francese (Rouen, n. 1996)

## Compositori(1)
- Jean-Christian Michel, compositore e clarinettista francese

## Drammaturghi(1)
- Jean Michel, drammaturgo, scrittore e medico francese (n. 1435 - Angers, † 1501)

## Editori(1)
- Albin Michel, editore francese (Bourmont, n. 1873 - Bourg-la-Reine, † 1943)

## Filologi(1)
- Francisque Michel, filologo francese (Lione, n. 1809 - Parigi, † 1887)

## Generali(2)
- Claude-Étienne Michel, generale francese (Pointre, n. 1772 - Waterloo, † 1815)
- Victor Léonard Michiel, generale belga (Gand, n. 1851 - Bruxelles, † 1918)

## Giavellottisti(1)
- Detlef Michel, ex giavellottista tedesco (Berlino Est, n. 1955)

## Giocatori di football americano(2)
- Karl Michel, ex giocatore di football americano tedesco
- Sony Michel, ex giocatore di football americano statunitense (Orlando, n. 1995)

## Imprenditori(1)
- Carlo Michel, imprenditore italiano (San Salvatore Monferrato, n. 1842 - Alessandria, † 1915)

## Insegnanti(1)
- Pierre Michel, docente francese (Tolone, n. 1942)

## Magistrati(1)
- Pierre Michel, magistrato francese (Saint-Amans-Soult, n. 1943 - Marsiglia, † 1981)

## Militari(1)
- Hermann Michel, militare tedesco (Westerkappeln, n. 1909 - Egitto, † 1984)

## Nuotatrici(1)
- Aimee Michel, nuotatrice artistica svizzera (n. 2007)

## Pallavoliste(1)
- Ciara Michel, pallavolista britannica (Taunton, n. 1985)

## Piloti motociclistici(1)
- Alain Michel, pilota motociclistico francese (Montélimar, n. 1953)

## Pittori(1)
- François Émile Michel, pittore, critico d'arte e storico dell'arte francese (Metz, n. 1828 - Parigi, † 1909)

## Politici(6)
- Charles Michel, politico belga (Namur, n. 1975)
- Fritz-William Michel, politico haitiano (Port-au-Prince, n. 1980)
- James Michel, politico seychellese (Mahé, n. 1944)
- Joseph Michel, politico belga (Saint Mard, n. 1925 - Arlon, † 2016)
- Louis Michel, politico belga (Tienen, n. 1947)
- Robert Michel, politico e militare statunitense (Peoria, n. 1923 - Arlington, † 2017)

## Rapper(1)
- Pras Michel, rapper, attore e produttore discografico statunitense (Brooklyn, n. 1972)

## Registi(1)
- André Michel, regista francese (Parigi, n. 1907 - Parigi, † 1989)

## Schermitrici(1)
- Nataly Michel, schermitrice messicana (n. 1990)

## Sciatrici alpine(1)
- Liselotte Michel, ex sciatrice alpina svizzera (Unterseen, n. 1938)

## Scrittori(1)
- Aimé Michel, scrittore e filosofo francese (Saint-Vincent-les-Forts, n. 1919 - Saint-Vincent-les-Forts, † 1992)

## Scrittrici(1)
- Anneliese Michel, scrittrice tedesca (Leiblfing, n. 1952 - Klingenberg am Main, † 1976)

## Scultori(2)
- Claude Michel, scultore francese (Nancy, n. 1738 - Parigi, † 1814)
- Sigisbert-Martial Michel, scultore francese (Nancy, n. 1727)

## Sollevatrici(1)
- Anaïs Michel, sollevatrice francese (Langres, n. 1988)

## Storici(2)
- Ersilio Michel, storico italiano (Livorno, n. 1878 - Pisa, † 1955)
- Henri Michel, storico francese (Vidauban, n. 1907 - Parigi, † 1986)

## Storici della filosofia(1)
- Paul-Henri Michel, storico della filosofia francese (Amiens, n. 1894 - † 1964)

## Tenniste(1)
- Peggy Michel, ex tennista statunitense (Santa Monica, n. 1949)